# Фракційний склад
Фракційний склад (рос. фракционный состав, англ. fractional composition, нім. Fraktionszusammensetzung) — кількісний (у %) розподіл частинок мінералу за їх густиною, магнітною сприйнятливістю, провідністю, радіоактивністю, іншими якісними ознаками. Визначається за результатами фракційного аналізу і подається у вигляді таблиць Ф.с., на підставі яких будуються криві збагачуваності та ведуться розрахунки теоретично можливих показників збагачення (якісно-кількісного балансу).
- Фракційний аналіз за густиною виконується послідовним розділенням проби матеріалу, що досліджується, в рідинах визначеної густини. Так, проби вугілля розшаровують в розчинах хлористого цинку густиною 1300, 1400, 1500, 1600 і 1800 кг/м3. Отримані фракції відмивають від розчину хлористого цинку, сушать, зважують і кожну з них аналізують на зольність. Результати фракційного аналізу записують в таблицю форми.